# Железнодорожный мост Чжаоцин через реку Сицзян
Железнодорожный мост Чжаоцин через реку Сицзян (кит. 西江特大桥) — мост, пересекающий реку Сицзян, расположенный на территории городского округа Чжаоцин; 8-й по длине основного пролёта арочный мост в мире (5-й в Китае). Является частью скоростной железной дороги Наньнин — Гуанчжоу.

## Характеристика
Мост соединяет западный и восточный берега реки Сицзян соответственно районы Гаояо и Дуаньчжоу городского округа Чжаоцин. 
Длина — 782 м. Мост представлен однопролётной арочной конструкцией с дорожным полотном по центру. Длина основного пролёта — 428 м. Арочная конструкция сплошностенчатая (по принципу балочных конструкций) и выполнена из стали. Дорожное полотно крепится на тросы закреплённые на арочном своде.